# Справа Михайла Симонова
30 березня 2023 року 63-річного пенсіонера Михайла Симонова засудили за два коментарі під чужими постами у російській соціальній мережі «ВКонтакте». Михайлу Симонову Олексію ставилася «дискредитація» російської армії під час вторгнення Росії в Україну. Він отримав сім років колонії.

## Хід подій
Михайло Симонов народився приблизно у 1960 році Воронежі, а останні роки працював директором вагона-ресторану та проживав у Білорусії.
У березні 2022 року Михайло Симонов написав два коментарі до чужих постів: "Вбиваючи дітей та жінок, по Першому каналу співаємо ми пісні. Ми, Росія, стали безбожниками. Пробач нас, Господи! та «Російські льотчики бомбять дітей».
9 листопада 2022 року у квартиру, де у своїх друзів перебував Михайло Симонов, прийшли співробітники органів із болгарською пилкою.
З першого разу справу завести не змогли, з другого теж (справу повертали назад «за відсутністю складу злочину», але потім передали іншій співробітниці). У грудні Симонову продовжили термін у СІЗО, а про його здоров'я тоді зазначали таке: «Старий Симонов погано чує і важко говорить, а крім того повідомив суду, що у нього „простатит і купа всяких хвороб“. Стан здоров'я ув'язненого не вплинув рішення суду, оскільки, на думку судді, підсудний становить небезпеку для суспільства і може втекти з міста».
30 березня 2023 року було ухвалено вирок за статтею 207.3 КК. Пенсіонер отримав сім років колонії. Вирок ухвалили в Тимірязівському районному суді Москви.
Михайло Симонов в останньому слові уточнив, що він народився і виріс у сім'ї ветерана Великої Вітчизняної війни, а його мама пережила блокаду Ленінграда, і «жодного негативного ставлення [до армії у нього] просто не могло бути».
Правозахисний проект «Меморіал» визнав Михайла Симонова політв'язнем.

## Суть звинувачень
Справа проти Симонова включає свідчення двох свідків Ганни Гелл та Наталії Плотникової, які, як пише Медиазона, «не будучи знайомі між собою, вони в один день „випадково натрапили“ на „пости Михайла Симонова, що дискредитують ЗС РФ“ і, не змовляючись, вирішили звернутися до старшого слідчого СК у особливо важливих справах Мінасову Б. Р.» Ганна Гелл заявила на суді, що її дратує, коли люди публічно виступають «проти влади і держави» та «суцільний грудок лібералізму» в соцмережах. Вона навіть пустила сльозу і зазначила, що не вірить у ті злочини, які вчиняє російська армія в Україні. Вина громадянина Російської Федерації полягає в тому, що він посмів у соціальній мережі «ВКонтакте» написати два коментарі: "Вбиваючи дітей та жінок, по Першому каналу співаємо ми пісні. Ми, Росія, стали безбожниками. Пробач нас, Господи! та «Російські льотчики бомбять дітей». Російський суд визнав, що підозрюваний своїми коментарями в соціальній мережі «ввів читачів в оману щодо правомірності дій російських збройних сил, підірвав їх авторитет і дискредитував, оскільки, за даними Міноборони РФ, інформація про вбивства російськими військовими мирних жителів дійсності не відповідає».